# 히가시마쓰야마시
히가시마쓰야마시(일본어: 東松山市)는 일본 사이타마현 중앙부에 있는 시이다.

## 개요
사이타마현 중앙부에 위치하고 현 남서부(현 서부) 지역에 속한다. 많은 가도가 모이는 교통의 요충지로 옛날에는 가마쿠라 시대부터 마쓰야마성의 성시였다. 이케부쿠로에서 도조선으로 50분 거리에 있는 교통 환경 덕분에 히가시마쓰야마역, 고사카역 주변을 중심으로 도쿄의 근교 주택 지역이 형성되어 있다.

## 역사
- 1954년 7월 1일 - 히키군 마쓰야마정, 오카촌, 가라코촌, 다카사카촌, 노모토촌이 합병해 히가시마쓰야마시가 성립하였다.
- 1975년 8월 8일 - 간에쓰 자동차도 가와고에 IC~히가시마쓰야마 IC 구간이 개통해 교통, 물류의 거점화가 진행되었다.

## 교통

### 철도
- 도부 철도 도조 본선

### 도로
- 간에쓰 자동차도
- 국도 제254호선
- 국도 제407호선

## 인구
| 연도 | 인구   | ±%     |
| ---- | ------ | ------ |
| 1920 | 22,512 | —      |
| 1930 | 24,904 | +10.6% |
| 1940 | 26,218 | +5.3%  |
| 1950 | 36,099 | +37.7% |
| 1960 | 38,267 | +6.0%  |
| 1970 | 50,383 | +31.7% |
| 1980 | 63,889 | +26.8% |
| 1990 | 84,394 | +32.1% |
| 2000 | 92,929 | +10.1% |
| 2010 | 90,103 | −3.0%  |

## 자매 도시
| 지역 & 국가 | 도시             | 도시             |
| ----------- | ---------------- | ---------------- |
| 네덜란드    | 네이메헌(1996년) | 네이메헌(1996년) |
| 대한민국    | 강원특별자치도   | 원주시           |